# 科里佩
科里佩，是西班牙安达卢西亚自治区塞维利亚省的一个市镇。总面积52平方公里，总人口1469人（2001年），人口密度28人/平方公里。